# Sesvennagroep
De Sesvennagroep (Duits: Sesvennagruppe) is een bergketen in de Centrale Alpen in het grensgebied tussen Italië, Oostenrijk en Zwitserland. De groep is vernoemd naar de hoogste bergtop in de keten, de 3204 meter hoge Piz Sesvenna.

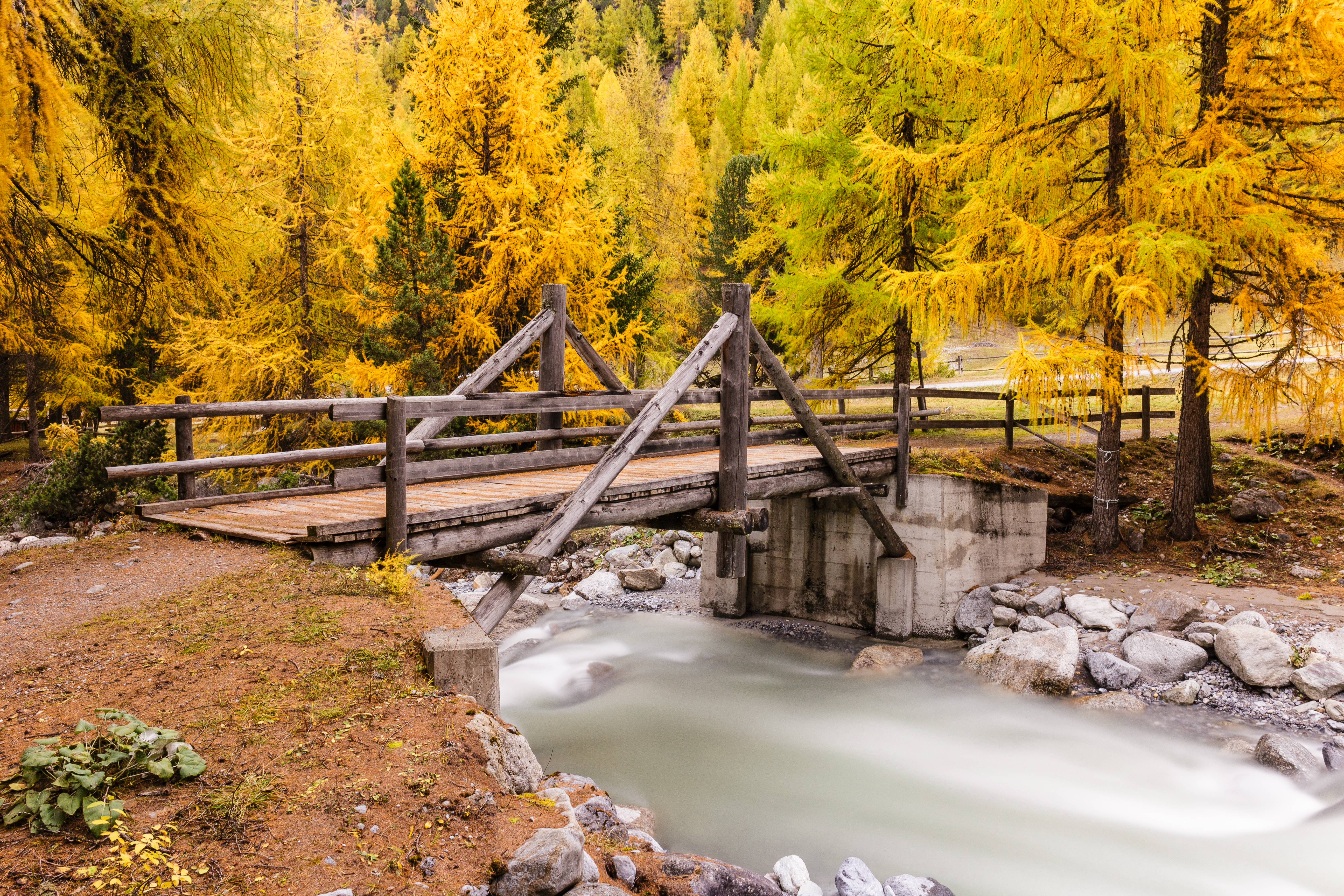
S-charl, Clemgia

## Ligging en samenstelling
Ruim twee derde tot driekwart van de oppervlakte van de Sesvennagroep is gelegen in het Zwitserse kanton Graubünden. Het overige deel ligt met name in het Italiaanse Zuid-Tirol; in de Oostenrijkse deelstaat Tirol ligt slechts een heel kleine hoek van het gebergte zonder bergtoppen. Het drielandenpunt tussen de drie landen ligt dan ook enkele honderden meters ten noorden van de Piz Lad, de meest noordelijke bergtop van de keten. Als gevolg van de geïsoleerde ligging stammen de meeste benamingen van bergtoppen, dalen en rivieren nog steeds uit het Retoromaans. Enkel in het meest oostelijke deel in Italië hebben de bergtoppen soms ook benamingen het Duits of Italiaans.
In het noorden en het westen vormt de Inn, stromend door de Unterengadin de begrenzing van de Sesvennagroep, van Finstermünzpas stroomopwaarts tot bij Zernez. Ten zuiden van de subgroep liggen de dalen Val dal Spöl en het Val Müstair, die onderling door de Ofenpas met elkaar verbonden zijn. De oostelijke grens wordt gevormd door de Vinschgau, vanaf Glurns (waar het Val Müstair in de Vinschgau uitmondt) over de Reschenpas tot aan de Finstermünzpas. 
De Ofenpas verbindt de Sesvennagroep met de Livigno-Alpen; de Reschenpas ligt tussen de Sesvennagroep en de Ötztaler Alpen in. De Sesvennagroep kan nog verder worden onderverdeeld in subgroepen. De scheiding tussen deze subgroepen wordt gevormd door de vele bergpassen die door de bergketen lopen, met in het midden het plateau S-Charl, vernoemd naar Karel de Grote die hierlangs vanuit het noorden naar Lombardije trok. De bergpassen worden dan ook minimaal duizend jaar gebruikt.
De bergtoppen in de Sesvennagroep, voornamelijk bestaand uit dolomiet en kalksteen, zijn in hoogte minder indrukwekkend dan die van de aangrenzende Ötztaler Alpen of dan die van het nabijgelegen Ortlermassief. Desondanks zijn er, met uitzondering van valse en zijtoppen, 34 drieduizenders in de regio te vinden. Vanwege de relatief lagere gemiddelde hoogte in vergelijking tot bijvoorbeeld de Ötztaler Alpen zijn de gletsjers in het gebied bijna allemaal weggesmolten. Enkel op de noordflank van de Piz Sesvenna ligt nog een permanent sneeuwveld, de Vati da Sesvenna.
Grote delen van de Sesvennagroep behoren tot het Zwitsers Nationaal Park.

## Aangrenzende gebergten
De volgende gebergten grenzen aan de Sesvennagroep:
- Silvretta (in het noorden)
- Samnaungroep (in het noordoosten)
- Ötztaler Alpen (in het oosten)
- Ortler Alpen (in het zuiden)
- Livigno-Alpen (in het zuidwesten)
- Albula-Alpen (in het westen)

## Onderverdeling
De Sesvennagroep wordt soms nog onderverdeeld in de volgende subgroepen:
- Piz Macungroep (hoogste berg: Piz Nuna, 3123 meter)
- Piz Nairkam (hoogste berg: Piz Plavna Dadaint, 3166 meter)
- Piz Pisocgroep (hoogste berg: Piz Pisoc, 3172 meter)
- Sampuoir- en Tarvükam (hoogste berg: Piz Tarvü, 3168 meter)
- Piz Madleingroep (hoogste berg: Piz Madlein, 3098 meter)
- Rusennagroep (hoogste berg: Piz S-Chalambert-Dadaint, 3031 meter)
- Seebödengroep (hoogste berg: Piz Rasass, 2941 meter)
- Sesvenna- en Greppikam (hoogste berg: Piz Sesvenna, 3204 meter)
- Piz Starlexgroep (hoogste berg: Piz Starlex, 3075 meter)

## Bergtoppen
De belangrijkste en bekendste bergtoppen in de Sesvennagroep zijn (in over het algemeen Retoromaanse benamingen):
- Piz Sesvenna, 3204 meter
- Piz Pisoc, 3178 meter
- Piz Tarvü, 3168 meter
- Piz Plavna Dadaint, 3166 meter
- Piz Muntpitschen (ook: Monpiccio), 3162 meter
- Foratrida, 3136 meter
- Piz Nuna, 3123 meter
- Piz da la Crappa, 3122 meter
- Piz Zuort, 3119 meter
- Piz Lischana, 3105 meter
- Piz Plazer, 3104 meter
- Piz Madlein (ook: Piz Madlain), 3098 meter
- Piz Cristanas, 3092 meter
- Piz Foraz, 3092 meter
- Piz Mingèr, 3081 meter
- Piz Starlex, 3075 meter
- Piz Dadaint, 3029 meter
- Piz Arpiglias, 3027 meter
- Piz Nair, 3010 meter
- Schadler, 2948 meter
- Piz Rasass (Duits: Rasassspitze), 2941 meter
- Piz Lad, 2808 meter

## Bergpassen
1. Cruschettapas, 2316 meter (Scuol naar Taufers im Münstertal)
2. Schlinigpas, 2298 meter (Ramosch naar Mals)
3. S-Charlpas, 2251 meter (S-Charl naar Münstertal)
4. Ofenpas, 2155 meter (Zernez naar Münstertal)
5. Reschenpas, 1508 meter (Nauders naar Reschen)

## Berghutten
In de relatief onontsloten Sesvennagroep liggen relatief weinig alpenverenigingshutten. Er zijn ook enkele privaat geëxploiteerde hutten.
- Haider Alm, 2120 meter
- Lischanahütte (Retoromaans: Chamanna Lischana), 2500 meter
- Rojenskihütte, 2006 meter
- Schönebenhütte, 2100 meter
- Sesvennahütte, 2256 meter